# Ludwig Schunke

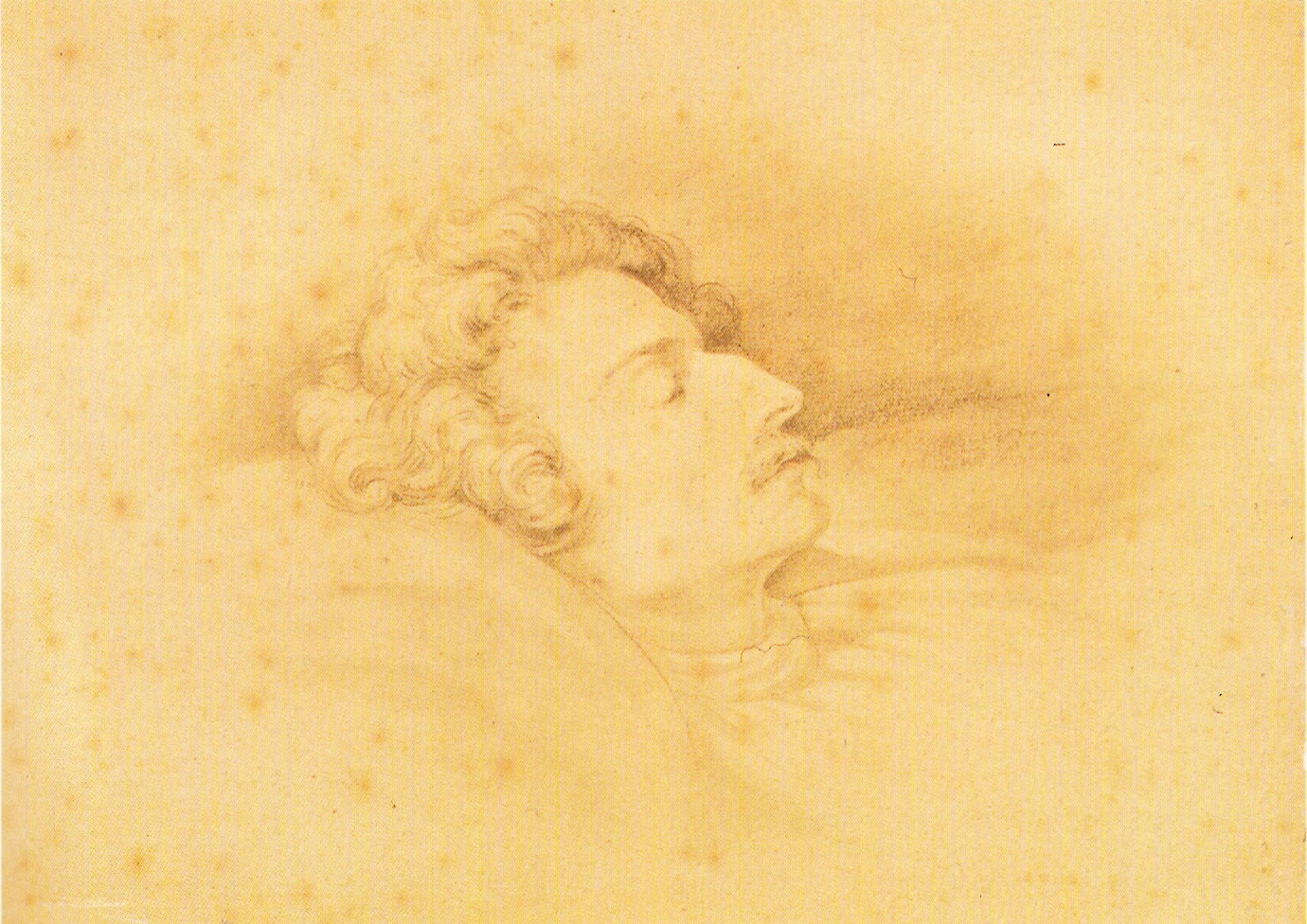
Ludwig Schunke op zijn doodsbed.
Enige overgeleverde afbeelding

Ludwig Schunke, in het Frans ook Louis Schuncke, (Kassel, 21 december 1810 - Leipzig, 7 december 1834) was een Duitse pianist en componist.

## Leven
Ludwig Schunke werd door zijn familie al vroeg muzikale kennis bijgebracht. Uit de muzikale familie stammen ook enkele van de bekendste hoornisten van de 19e eeuw zoals zijn vader (Johann Gottfried Schunke) en zijn oom (Johann Michael Schunke). Al op zijn tiende trad Ludwig op.
In 1827 begaf Schunke zich naar Parijs waar hij bij Antonín Rejcha harmonieleer, contrapunt en fuga studeerde en vriendschap sloot met bekende tijdgenoten, zoals Friedrich Kalkbrenner, Johann Peter Pixis en Hector Berlioz. In zijn levensonderhoud voorzag hij door bij pianofabrikant Duport Klaviere te gaan werken.
In 1830 keerde hij naar Duitsland terug. Hij vestigde zich in Stuttgart waar zijn vader en zijn broer (Ernst Schunke) in het hoforkest als hoornisten werkten. Daar leerde hij ook de doorreizende Frederic Chopin kennen, die hem zijn Pianoconcert in Es voorspeelde.
Na concertreizen als pianovirtuoos vestigde Schunke zich in 1833 in Leipzig. Hij raakte er vanaf december nauw bevriend met Robert Schumann en in 1934 richtten ze samen het Neue Zeitschrift für Musik (='Nieuw tijdschrift voor muziek') op. Als dank voor het aan hem opdragen van zijn Grande Sonate op.3 ("dédiée à son ami R. Schumann") wijdde hem Schumann enkele maanden later in mei 1834, zijn Toccata op.7 ("dédiée à son ami Louis Schuncke").
Schunke werd in de herfst van 1834 ernstig ziek en werd door Henriette Voigt verpleegd. Op 20 november 1834 schreef Robert Schumann vanuit Zwickau aan Hauptmann v. Fricken:
Von Leipzig trieb mich auch Schunkens vorgerückte Krankheit fort, die etwas schreckhaft Leises für mich hat. Da begraben sie einen hohen Menschen. Frau v. Fricken würde solchem Freunde die Augen zudrücken wollen - ich kann kaum meiner Krankheit Herr werden, die eine recht niedergedrückte Melancholie ist. ...
In zijn 23ste levensjaar stierf Ludwig Schunke aan longtuberculose. Op zijn grafsteen stond aan de achterkant:
Was vergangen, kehrt nicht wieder;

Aber ging es leuchtend nieder,

Leuchtet`s lange noch zurück.
(Het begin van het gedicht Erinnerung und Hoffnung van Karl Förster)

## Werken
Zijn weinige pianowerken, door Robert Schumann zeer gewaardeerd, behoren tot de beste uit de overgeleverde pianoliteratuur uit de eerste helft van de 19de eeuw.
De vrienden Ludwig Schunke en Robert Schumann beïnvloedden en inspireerden elkaar wederzijds. Dat gold zelfs voor individuele thematische wendingen en hun doorverwerking.
Ter vergelijking een paar stukjes uit de werken van de beide componisten:

(De beide voorbeelden kun je zonder pauze achter elkaar plakken.)
|  |  |

In het "Neue Zeitschrift für Musik" schreef Schumann in 1835:
... was er noch geleistet haben würde, ach, wer weiß es?, aber nie konnte der Tod eine Geniusfackel früher und schmerzlicher auslöschen als diese. Hört nur seine Weisen, und ihr werdet den jungen Grabeshügel bekränzen, auch wenn ihr nicht wüßtet, daß mit dem hohen Künstler ein noch höherer Mensch von der Erde geschieden, die er so unsäglich liebte...

### Piano-solo
- Scherzo capriccioso op.1
- Variations quasi Fantaisie brillantes sur une thème originale E-Dur op.2
- Große Sonate g-Moll op.3 (1832, Robert Schumann)
- (op. 4 onbekend)
- Fantasie brillante E-Dur op.5
- Allegro passionato a-Moll op.6
- Divertissement brillant op.7
- 1ste Caprice C-Dur op.9 à Mademoiselle Clara Wieck
- 2de Caprice c-Moll op.10 (Frédéric Chopin)
- Rondeau brillant Es-Dur op.11
- Divertissement brillant sur des Aires Allemandes B-Dur op.12
- 2 Pièces caractéritiques b-Moll und c-Moll op.13
- Variations brillantes sur la Valse funèbre de F. Schubert As-Dur op.14 (ook met orkest)
- Rondeau en d major D-Dur op.15
- Air suisse varié
- Six Préludes
- 3 Walzer
- Das Heimweh Charakterstück
- Rondino précédé d'une Introduction
- Adagio und Rondo G-Dur
- Cappriccio (sic)
- Due Divertimenti
- Fantasie
- Marcia funebre
- Six Preludes
- Rondino précédé d`une Introduction
- VII Variations
- Schnell-Walzer

### Twee piano's / quattre-mains
- Petit Rondeau C-Dur
- Rondo brillant G-Dur

- Deux Pièces caractéristiques op. 13 pour piano à quatre mains (verscheen in 1834): Nr. 1 Andante con moto b-Moll, Nr. 2 Presto c-Moll

### Piano en orkest
- Variations brillantes sur la Valse funèbre de F. Schubert As-Dur op.14
- (Pianoconcert, kwijt)

### Kamermuziek
- Duo concertante - voor piano en hoorn
- Leichte kleine Variationen für Klavier und Violine C-Dur

### Zang
- Mutterliebe - voor zang en piano
- Mit goldner Saiten voller Töne - voor 3 zangstemmen en piano
- Die entschlafende Liebe - voor zang en piano
- Vier Liederen
  1. Frühlingslied - voor zang en piano
  2. Der Jüngling am Bache - voor zang en piano
  3. Des Kindes Wunsch - voor zang en piano
  4. Gretchens Lied - voor zang en piano
- Zeven Liederen
  1. Wiegenlied
  2. Lied der Hirtin
  3. Das Sehnen
  4. Die Bethenden
  5. Erster Verlust
  6. Erlkönig
  7. Lebe Wohl
- Vijf liederen op.8
  1. Gretchens Lied
  2. Die Erwartung
  3. Die Laube
  4. Ich möchte dir wohl sagen
  5. Der Jüngling am Bach

## Opnamen
- Gregor Weichert spielt Louis Schuncke: Grande sonate op.3, Allegro op.6, Das Heimweh, Capriccio nº 1 und nº 2; rec.:1984; Accord 149083

- Musik aus Stuttgart: Kammermusik und Lieder von Ludwig Schuncke und Johann Joseph Abert; rec.: SWR 2004; ARS-Produktion Schumacher 38465 - Interpreten: Klavierduo Ljiljana Borota & Christian Knebel, Roswitha Sicca (Sopran), Martin Nagy (Tenor), Claus Temps (Bariton), Thomas Pfeiffer (Bariton), Joachim Draheim (Liedbegleitung), Abert-Quartett Stuttgart - Inhalt: Schuncke: Rondo brillant G-Dur für Klavier zu 4 Händen, Petit Rondeau C-Dur für Klavier zu 4 Händen, "Erlkönig" (1827), "Der Jüngling am Bache", "Frühlingslied", "Erster Verlust" (1827), "Gretchen am Spinnrad" (erschienen 1840 in NZfM), Deux Pièces caractéristiques op. 13 für Klavier zu 4 Händen (erschienen 1834). Abert: Sechs Lieder für eine Singstimme und Klavier erschienen 1879), "Des Glasers Töchterlein" (erschienen 1879), Streichquartett A-Dur op. 25 (1862)

- Ludwig Schuncke, Klavierwerke; Jozef De Beenhouwer, Klavier; rec. SWR 2000; SAR 01 (Schuncke-Archiv e.V. Baden-Baden)